# Modrany
Modrany (bis 1948 slowakisch „Madar“; ungarisch Madar) ist eine Gemeinde im Südwesten der Slowakei mit 1280 Einwohnern (Stand 31. Dezember 2024). Sie liegt im Okres Komárno, einem Teil des Nitriansky kraj.

## Geographie

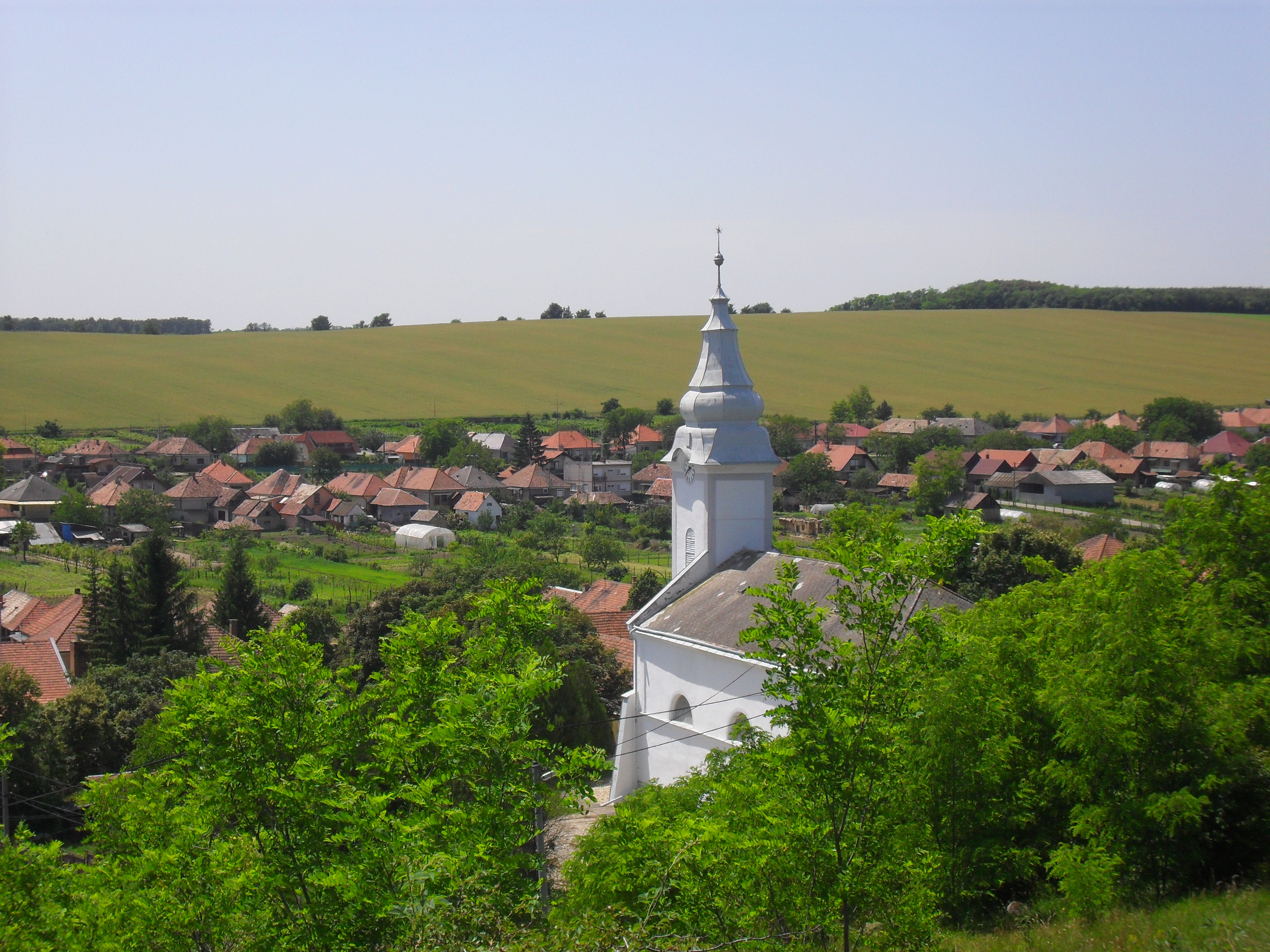
Blick auf den Ort vom Friedhof

Die Gemeinde befindet sich im slowakischen Donautiefland am südlichen Ende von dessen Teil Pohronská pahorkatina, in einem kleinen Tal des Baches Modriansky potok. Der Nordteil des Gemeindegebiets ist hügelig mit Eichen- und Robinienwald sowie Weingärten und ist von Braunböden bedeckt, während die niedriger gelegene Flurterrasse mit Schwarzböden landwirtschaftlich genutzt wird. Das Ortszentrum liegt auf einer Höhe von 131 m n.m. und ist 16 Kilometer von Hurbanovo sowie 23 Kilometer von Komárno entfernt.
Nachbargemeinden sind Pribeta im Norden, Bátorove Kosihy im Osten, Moča im Südosten, Radvaň nad Dunajom im Süden, Šrobárová im Südwesten, Mudroňovo im Westen und Svätý Peter im Nordwesten.

## Geschichte

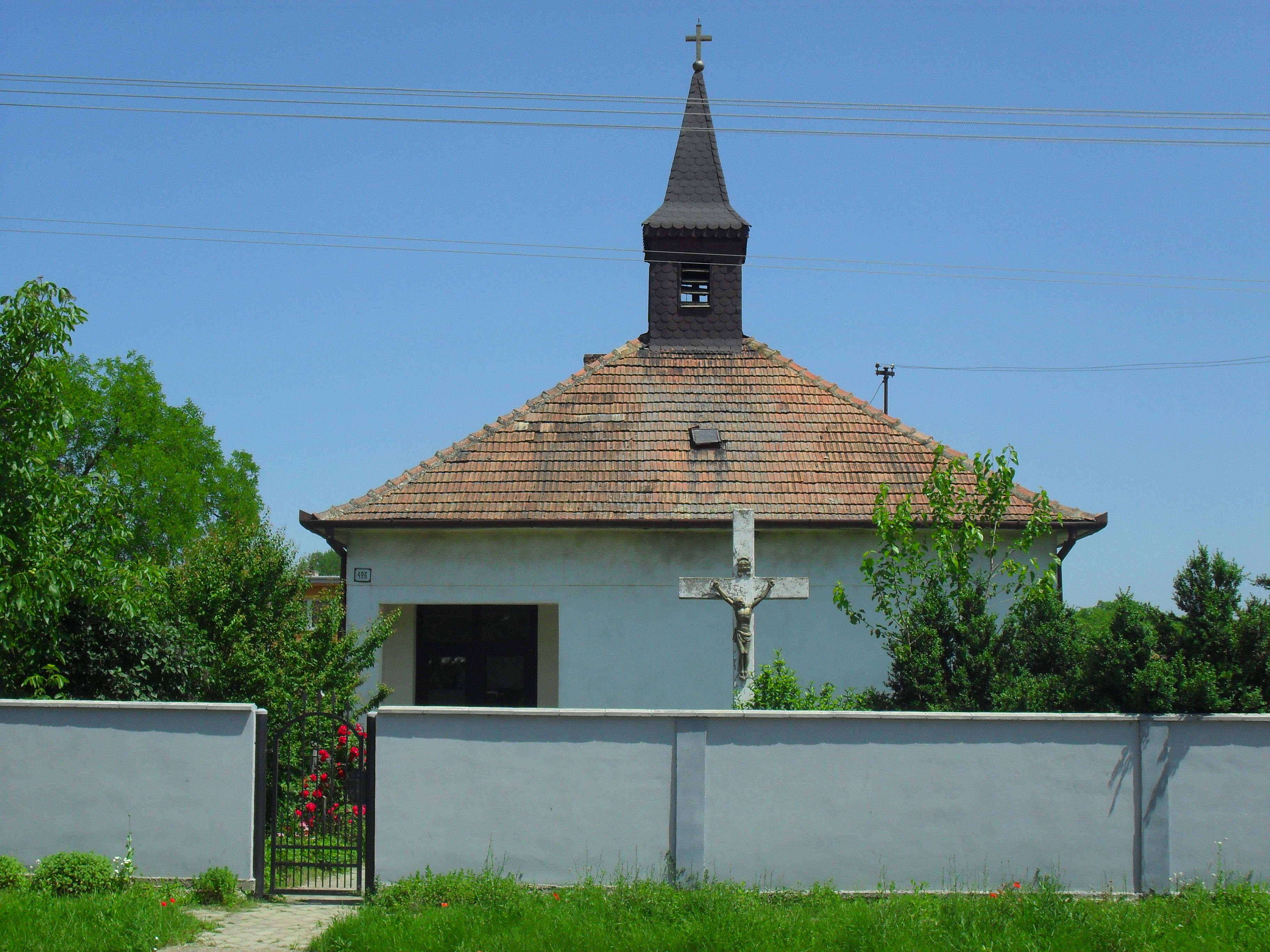
Katholische Kirche und Kapelle

Der Ort wurde zum ersten Mal 1205 als Modor schriftlich erwähnt, wo königliche Falkner angesiedelt waren. Er gehörte anfangs zum Herrschaftsgut der Burg Szolgagyőr (bei der heutigen Gemeinde Dvorníky gelegen), 1295 zum Erzbistum Gran sowie den örtlichen Geschlechtern Madari und Keszi, von 1485 bis 1716 den Familien Pozsár, Sibrik und Maszlik und ab dem 18. Jahrhundert dem Geschlecht Gyulai. 1763 wurde die Ortschaft von einem Erdbeben beschädigt. Die Einwohner lebten von Forst- und Landwirtschaft sowie Weinbau.
Bis 1918/1919 gehörte der im Komitat Komorn liegende Ort zum Königreich Ungarn und kam danach zur Tschechoslowakei beziehungsweise heute Slowakei. Infolge des Ersten Wiener Schiedsspruchs war er zwischen 1938 und 1945 noch einmal Teil von Ungarn. 1951 wurde die heutige Gemeinde Mudroňovo endgültig von Modrany getrennt, nachdem sie bereits zwischen 1926 und 1938 selbstständig war.

## Bevölkerung
| Jahr                | 1994 | 2004    | 2014    | 2024    |
| ------------------- | ---- | ------- | ------- | ------- |
| Anzahl der Personen | 1408 | 1461    | 1407    | 1280    |
| Unterschied         |      | +3,76 % | −3,69 % | −9,02 % |

| Jahr                | 2023 | 2024    |
| ------------------- | ---- | ------- |
| Anzahl der Personen | 1282 | 1280    |
| Unterschied         |      | −0,15 % |

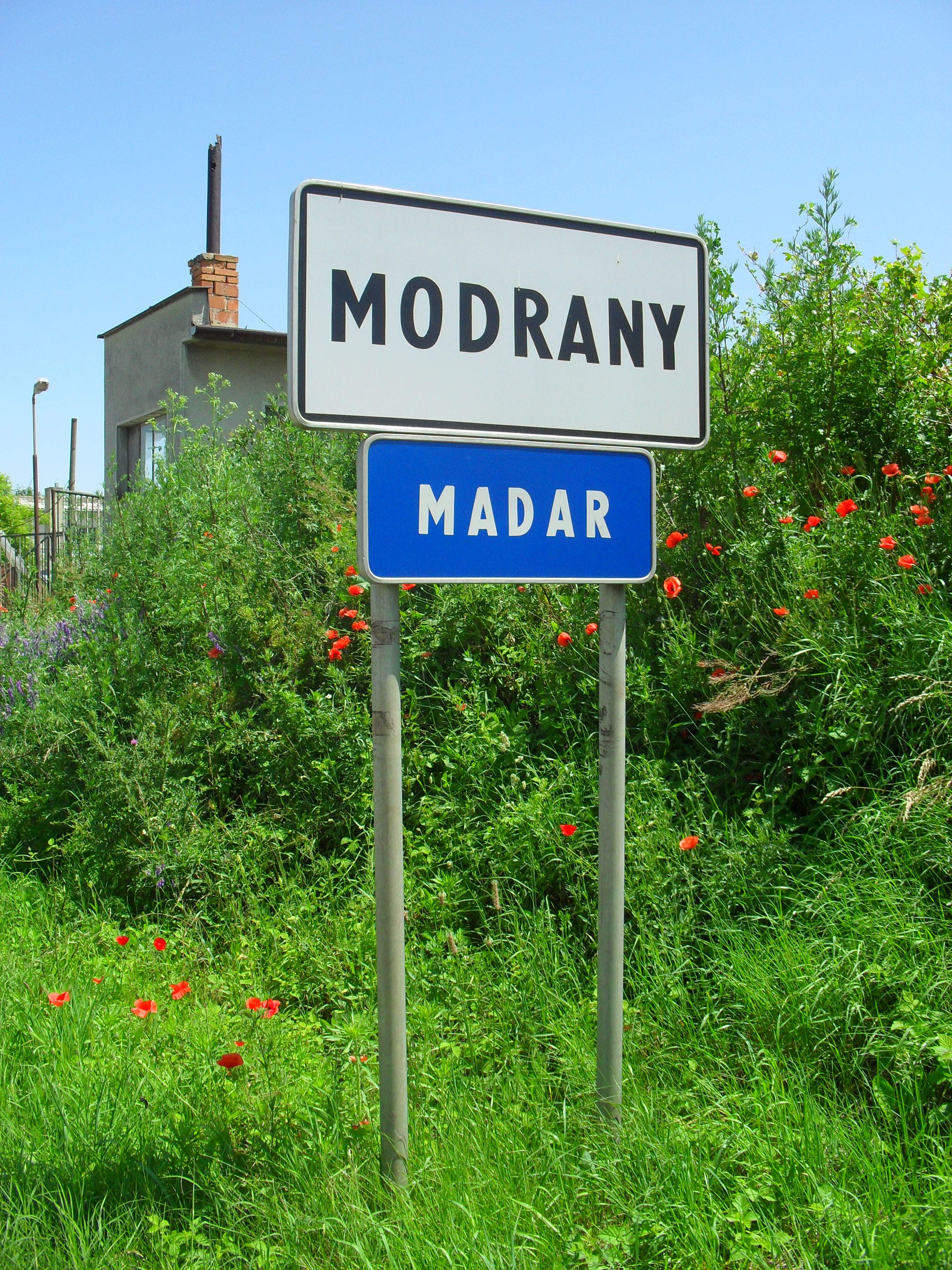
Zweisprachiger Ortsschild am Ortseingang

Gemäß der Volkszählung 2011 wohnten in Modrany 1462 Einwohner, davon 1205 Magyaren, 121 Slowaken, 112 Roma und vier Tschechen. 20 Einwohner machten diesbezüglich keine Angabe. 903 Einwohner bekannten sich zur reformierten Kirche, 441 Einwohner zur römisch-katholischen Kirche, 18 Einwohner zu den Zeugen Jehovas, 16 Einwohner zur evangelischen Kirche A. B., elf Einwohner zur griechisch-katholischen Kirche und jeweils ein Einwohner zu den Baptisten, zu den Siebenten-Tags-Adventisten sowie zur evangelisch-methodistischen Kirche; ein Einwohner bekannte sich zu einer anderen Konfession. 24 Einwohner waren konfessionslos und bei 45 Einwohnern wurde die Konfession nicht ermittelt.

## Bauwerke
- reformierte Kirche aus der zweiten Hälfte des 18. Jahrhunderts
- katholische Kapelle aus dem Jahr 1939